# تاريخ بولندا في العصر الحديث المبكر (1569–1795)

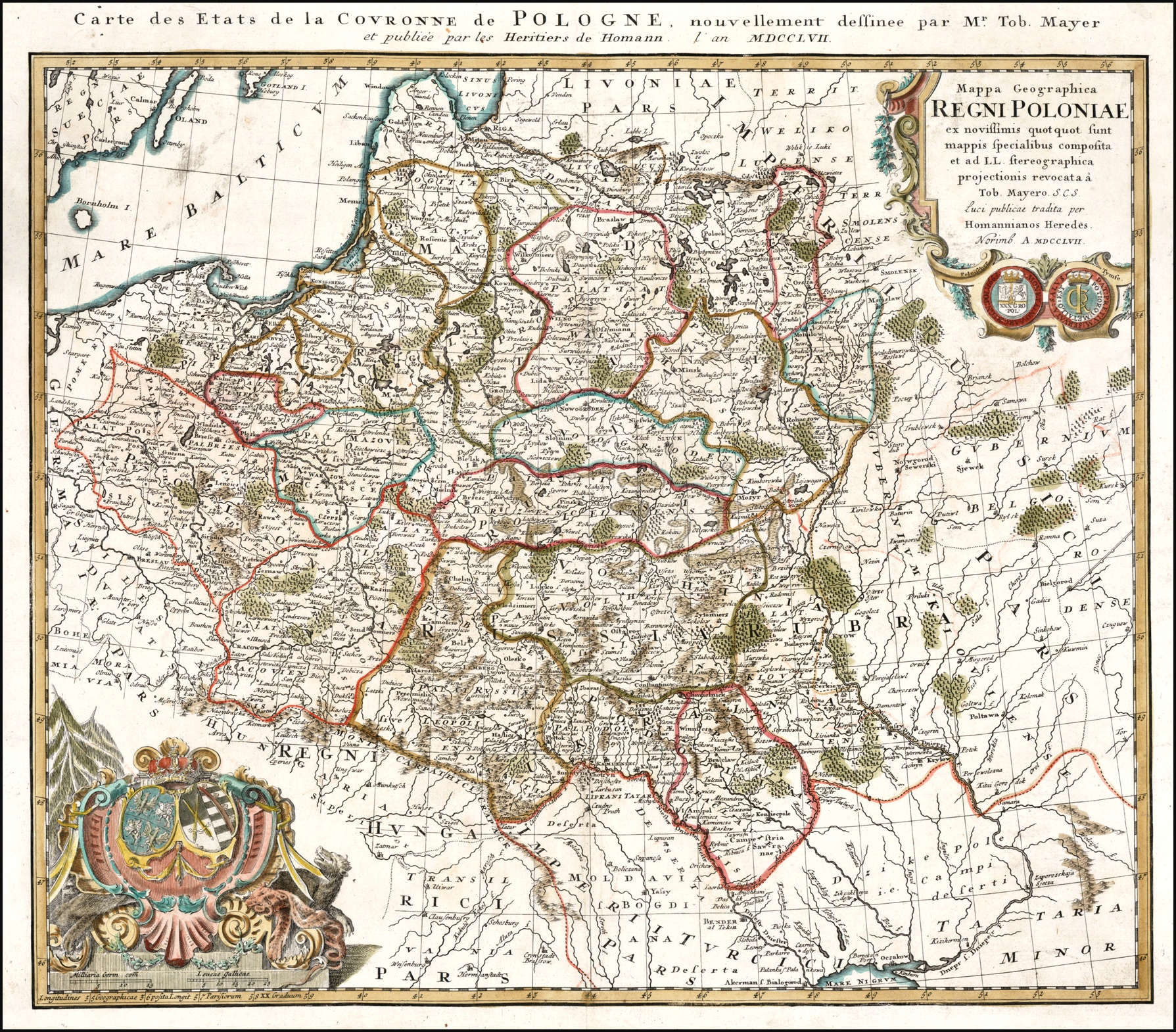

يأتي العصر الحديث المبكر في تاريخ بولندا بعد أواخر العصور الوسطى. يستخدم المؤرخون مصطلح  الحديث المبكر للإشارة إلى الفترة التي بدأت في عام 1500 تقريبًا واستمرت حتى عام 1800 تقريبًا.
نقل قانون نيهيل نوفي الذي اعتمده البرلمان البولندي في عام 1505 السلطة التشريعية من الملك إلى البرلمان. أعلن هذا الحدث بداية الفترة المعروفة باسم «ديمقراطية النبلاء» أو «كومنولث النبلاء»، إذ حكم الدولة النبلاء البولنديون «الأحرار والمتساوون» أو زلاتشتا، في منافسة شديدة -وفي بعض الأحيان مزعزِعة للاستقرار- مع ملوك ياغيلون ومن ثم الملوك المنتخبين.
شكل اتحاد لوبلين لعام 1569 الكومنولث البولندي الليتواني، وهو امتداد أكثر اندماجًا للاتحاد الشخصي الموجود مسبقًا لتاج مملكة بولندا ودوقية ليتوانيا الكبرى. تزامنت بداية الكومنولث مع فترة التوسع الإقليمي الأكبر والسلطة والتقدم الحضاري والازدهار في بولندا. لعبت الدولة البولندية الليتوانية دورًا مؤثرًا في أوروبا وأصبحت كيانًا ثقافيًا مهمًا ينشر الثقافة الغربية شرقًا.
بعد مكاسب الإصلاح البروتستانتي المصحوبة بالتسامح الديني، شرعت الكنيسة الكاثوليكية في هجوم إيديولوجي مضاد وإصلاح مضاد أودى بحياة العديد من المتحولين من الأوساط البروتستانتية. أصبحت الخلافات والصعوبات في استيعاب السكان الروثينيين الشرقيين في الكومنولث ملحوظة؛ جرت محاولة لتسوية القضية في الاتحاد الديني في بريست. على الجبهة العسكرية، وقعت سلسلة من انتفاضات القوزاق.
عانى الكومنولث، الحازم عسكريًا في عهد الملك ستيفن باتوري، من تشتيتات سلالية خلال عهد ملوك فاسا زيغمونت الثالث وفواديسواف الرابع. وأصبح أيضًا ملعبًا للصراعات الداخلية التي كان فيها الملوك والأقطاب المؤثرة وطبقات النبلاء الفاعلين الرئيسيين. خاض الكومنولث حروبًا مع روسيا والسويد والدولة العثمانية.
ومع ذلك، سرعان ما تدهور الوضع تدهورًا جذريًا. منذ عام 1648 اجتاحت انتفاضة شميلنكي الجنوب والشرق، وسرعان ما تبعها غزو سويدي امتد عبر الأراضي البولندية الأساسية. أدت الحرب مع القوزاق وروسيا إلى تقسيم أوكرانيا، وأصبح الجزء الشرقي الذي خسره الكومنولث تابعًا للقيصرية. أحيا يوحنا الثالث سوبياسكي، الذي خاض حروبًا طويلة الأمد مع الدولة العثمانية، قوة الكومنولث العسكرية مرة أخرى، وبهذه العملية ساعد بشكل حاسم في تخليص فيينا من هجوم تركي في عام 1683.
عانى الكومنولث، الذي خاض حربًا مستمرة تقريبًا حتى عام 1720، من خسائر سكانية مدمرة، وأضرار جسيمة في اقتصاده وبنيته الاجتماعية. أصبحت الحكومة غير فعالة بسبب الصراعات الداخلية واسعة النطاق (كتمرد لوبوميرسكي ضد يان الثاني كازيمير واتحادات أخرى)، والعمليات التشريعية الفاسدة (ليبروم فيتو) وتلاعب المصالح الأجنبية. سقطت طبقة النبلاء «الحاكمة» تحت سيطرة بعض العائلات القوية صاحبة النفوذ الإقليمي الراسخ. زاد من تفكك الكومنولث حكمُ ملكين من سلالة فيتن الحاكمة لساكسونيا، هما أغسطس الثاني وأغسطس الثالث.
سيطرت الإمبراطورية الروسية على الدولة البولندية الليتوانية منذ عهد بطرس الأكبر. وصلت هذه السيطرة الأجنبية إلى ذروتها في عهد كاترين العظيمة، وتضمنت في ذلك الوقت أيضًا مملكة بروسيا وملكية هابسبورغ النمساوية. خلال الجزء الأخير من القرن الثامن عشر، تعافى الكومنولث اقتصاديًا وتطور ثقافيًا وحاول القيام بإصلاحات داخلية أساسية. أثارت الإصلاحات رد فعل معاديًا، ثم ردًا عسكريًا في نهاية المطاف نفّذته القوى المجاورة. أدت الانتخابات الملكية لعام 1764 إلى وصول ستانيسواف أغسطس بونياتوفسكي إلى الحكم.
كان اتحاد بار عام 1768 تمردًا بين نبلاء بولندا (زلاتشتا) موجهًا ضد روسيا والملك البولندي. تمت السيطرة عليه وتبعه في عام 1772 تقسيم الكومنولث الأول، وهو اجتياح دائم على مقاطعات الكومنولث الخارجية من قبل روسيا وبروسيا والنمسا.
دعا ستانيسواف أغسطس إلى عقد البرلمان العظيم أو برلمان الأربع سنوات في عام 1788. وكان الإنجاز التاريخي الذي حققه البرلمان هو تمرير الدستور الثالث من شهر مايو 1791، الذي يعتبر الدستور الأول في أوروبا الحديثة. ولّد الإصلاح الدستوري معارضة قوية من الأوساط المحافظة في طبقة النبلاء العليا للكومنولث ومن كاترين الثانية.
ناشد اتحاد تارغوفيتسكا الذي أنشأه النبلاء الإمبراطورةَ كاترين لتقديم المساعدة وفي مايو 1792 دخل الجيش الروسي أراضي الكومنولث. انتهت الحرب الدفاعية التي خاضتها قوات الكومنولث عندما اقتنع الملك بعدم جدوى المقاومة، واستسلم بالانضمام إلى اتحاد تارغوفيتسكا. رتّبت روسيا وبروسيا في عام 1793 لتنفيذ تقسيم الكومنولث الثاني الذي ترك البلاد مع مساحة صغيرة للغاية، غير قادرة عمليًا على الوجود المستقل.
بدأ المصلحون والوطنيون بالاستعداد حالًا لانتفاضة وطنية. أعلن تاديوش كوسيوسكو، الذي اختير كقائد للانتفاضة، في 24 مارس 1794 في كراكوف عن انتفاضة وطنية. حرّر كوسيوسكو العديد من الفلاحين وجنّدهم في جيشه، لكن الانتفاضة المضنية انتهت بقمع قوات روسيا وبروسيا لها. نفّذت مرة أخرى جميع القوى المتقاسمة الثلاث التقسيم الثالث والأخير للكومنولث، وفي عام 1795 مُحي اسم الكومنولث البولندي الليتواني من الوجود.

## الملكية الانتخابية المبكرة

### الخلافة الملكية غير الوراثية
أنهت وفاة زغمونت الثاني أوغست في 1572 ما يقرب من قرنين من حكم سلالة ياغيلون في بولندا. تبع ذلك فترة خلو العرش التي استمرت لمدة ثلاث سنوات، كان خلالها النبلاء البولنديون (زلاتشتا) يبحثون عن طرق لمواصلة عملية الحكم وانتخاب ملك جديد. أُدرجت الزلاتشتا الدنيا عندئذ في عملية الاختيار وأُدخلت تعديلات على النظام الدستوري. قُيّدت سلطة الملك أكثر لصالح الطبقة النبيلة الآخذة في التوسع، والتي سعت إلى ضمان هيمنتها المستقبلية.
كان على كل ملك أن يوقّع على ما يسمى بنود الملك هنري (سميت على اسم هنري من فالوا، أول ملك بعد سلالة ياغيلون) التي كانت أساس النظام السياسي في بولندا، وعلى بنود الاتفاقية التي كانت التزامات شخصية أخرى مختلفة تقع على عاتق الملك المنتخَب. منذ تلك اللحظة، أصبح الملك شريكًا فعالًا مع النبلاء، ومن كبار الأعضاء في البرلمان (سيم)، ويشرف عليه باستمرار مجموعة من النبلاء ذوي الرتب العليا، وأعضاء مجلس الشيوخ من الغرفة العليا للبرلمان.
أدى استبدال الملكية الانتخابية غير الوراثية بالسلالة الحاكمة إلى جعل النظام الدستوري أكثر استقرارًا. مع كل انتخاب، أراد الناخبون النبلاء توسيع السلطة لأنفسهم وتقليص سلطة الملك، على الرغم من وجود قيود عملية على المدى الممكن لتقييد الملوك. نتج عن ذلك صراع شبه دائم على السلطة، أضاف إليه الأقطاب والزلاتشتا الأقل شأنًا تلاعبهم المستمر ومشاحناتهم وانتُزعت السلطة من مركز الحكومة. في نهاية المطاف، استفادت الدول الأجنبية من الفراغ واستبدلت نبلاء الكومنولث باعتبارهم الحَكم الحقيقي للانتخابات الملكية والسلطة الشاملة في بولندا وليتوانيا.
في فرصها الدورية لملء العرش، أظهرت الزلاتشتا تفضيلًا للمرشحين الأجانب الذين لن يؤسسوا سلالة قوية أخرى. أنتجت هذه السياسة ملوكًا إما كانوا غير فعالين أو كانوا في نزاع دائم ومدمر مع النبلاء. كان الملوك من أصل أجنبي غير مطّلعين في البداية على الديناميكيات الداخلية للكومنولث، وظلوا مشتتين بسياسات بلدانهم الأصلية، وغالبًا ما اتجهوا نحو إخضاع مصالح الكومنولث لمصالح بلادهم وعائلتهم الحاكمة.

### هنري من فالوا (1573–1574)
في أبريل 1573، أقنعت شقيقة زغمونت آنا -الوريثة الوحيدة للعرش- البرلمان بانتخاب الأمير الفرنسي هنري من فالوا كملك. كان زواجها من هنري لإضفاء الشرعية على حكمه، ولكن بعد أقل من عام على تتويجه، فرّ هنري من بولندا ليخلف شقيقه شارل التاسع كملك لفرنسا.